# Прокуратура Российской Федерации

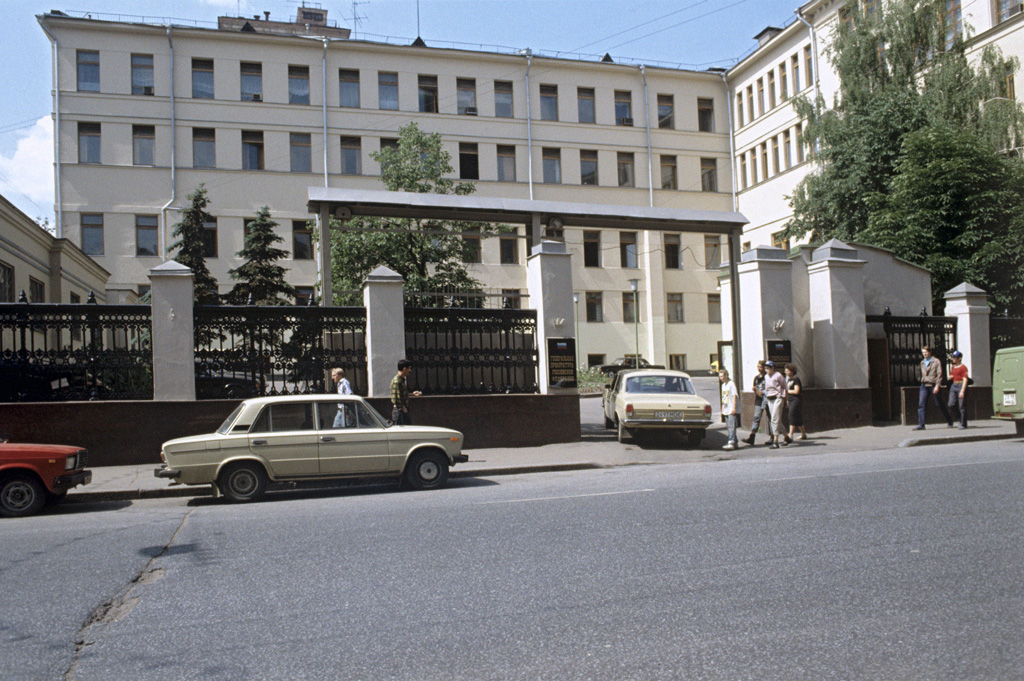
Здание Генеральной прокуратуры Российской Федерации. 1992 год.

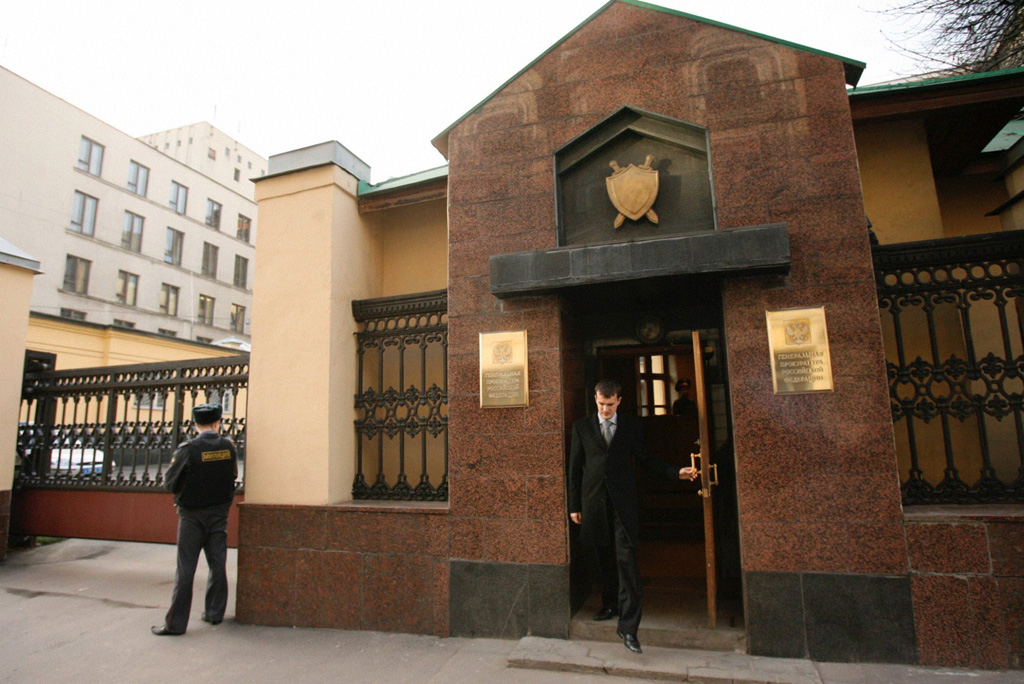
Здание Генеральной прокуратуры Российской Федерации. 2006 год.

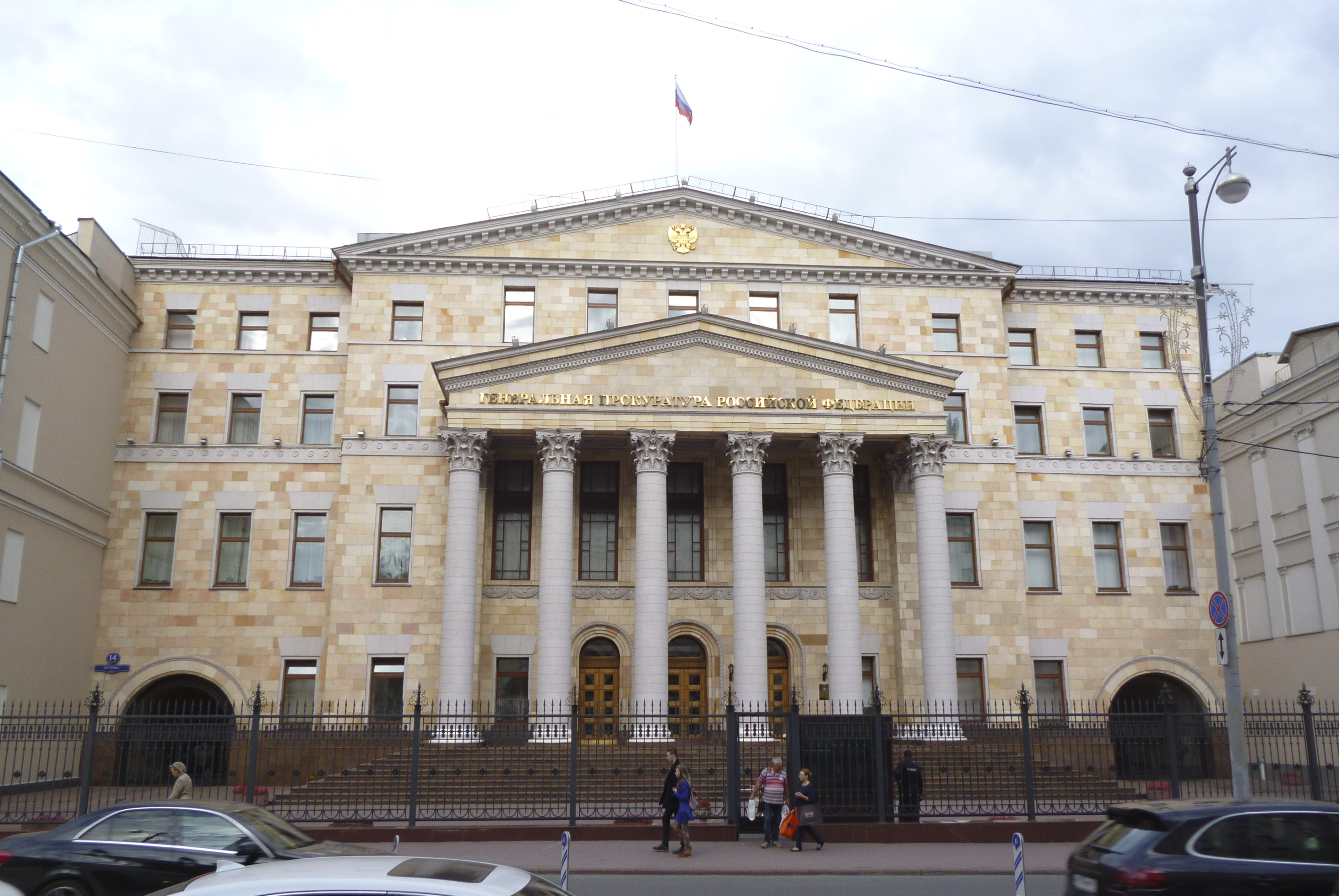
Здание Генеральной прокуратуры Российской Федерации на Петровке.

Прокурату́ра Росси́йской Федера́ции — единая федеральная централизованная система органов, осуществляющих надзор за соблюдением Конституции Российской Федерации и исполнением законов, надзор за соблюдением прав и свобод человека и гражданина, уголовное преследование в соответствии со своими полномочиями, а также выполняющих иные функции.
Полномочия, организация и порядок деятельности прокуратуры Российской Федерации определяются Конституцией Российской Федерации, федеральным законом «О прокуратуре Российской Федерации». Прокуратура должна осуществлять свои полномочия независимо от федеральных и региональных органов государственной власти и органов местного самоуправления и не относится ни к одной из ветвей власти. Прокуратура Российской Федерации участвует в правотворческой деятельности в порядке, установленном статьёй 9 Федерального закона «О прокуратуре Российской Федерации».
Служба в органах и организациях прокуратуры является федеральной государственной службой.

## История
12 (23) января 1722 года в соответствии с Именным Высочайшим Указом Петра I Правительствующему Сенату была учреждена Российская прокуратура — «Надлежит быть при Сенате генерал-прокурору и обер-прокурору, а также во всякой Коллегии по прокурору, которые должны будут рапортовать генерал-прокурору». При создании прокуратуры Петром I перед ней ставилась задача «уничтожить или ослабить зло, проистекающее из беспорядков в делах, неправосудия, взяточничества и беззакония».
Первым генерал-прокурором Сената император назначил графа Павла Ивановича Ягужинского. Представляя сенаторам генерал-прокурора, Пётр I сказал: «Вот око моё, коим я буду всё видеть». Эта же мысль нашла своё отражение и в Указе от 27 апреля 1722 года «О должности генерал-прокурора»: «И понеже сей чин — яко око наше и стряпчий о делах государственных». Указ также устанавливал основные обязанности и полномочия Генерал-прокурора по надзору за Сенатом и руководству подчиненными органами прокуратуры.
С 1802 года институт прокуратуры стал составной частью вновь образованного Министерства юстиции, а министр юстиции по должности стал генерал-прокурором.
Судебная реформа 1864 года установила «Основные начала судебных преобразований», которые в части, касающейся судоустройства, определяли, что «при судебных местах необходимы особые прокуроры, которые по множеству и трудности возлагаемых на них занятий, должны иметь товарищей», а также констатировали, что «власть обвинительная отделяется от судебной».
В ноябре 1917 года Советом народных комиссаров РСФСР был принят «Декрет о суде № 1», согласно которому упразднялись существовавшие до революции суды, институты судебных следователей, прокурорского надзора, а также присяжной и частной адвокатуры. Их функции взяли на себя вновь созданные народные суды, а также революционные трибуналы. Для производства предварительного следствия были образованы особые следственные комиссии.
В мае 1922 года постановлением ВЦИК было принято первое «Положение о прокурорском надзоре», согласно которому в составе Народного комиссариата юстиции была учреждена Государственная прокуратура. При этом на прокуратуру были возложены следующие функции:
- осуществление надзора от имени государства за законностью действий всех органов власти, хозяйственных учреждений, общественных, частных организаций и частных лиц путём возбуждения уголовного преследования против виновных и опротестования нарушающих закон постановлений;
- непосредственное наблюдение за деятельностью следственных органов дознания в области раскрытия преступлений, а также за деятельностью органов государственного политического управления;
- поддержание обвинения на суде;
- наблюдение за правильностью содержания заключенных под стражей.

Впервые на российскую прокуратуру полномочия по возбуждению уголовного преследования были возложены Уголовно-процессуальным кодексом РСФСР, вступившим в силу 1 июля 1922 года.
В ноябре 1923 года была образована Прокуратура Верховного суда СССР, которая получила право законодательной инициативы и совещательного голоса в заседаниях высших органов власти страны, а также право приостанавливать решения и приговоры коллегий Верховного суда СССР.
В июне 1933 года постановлением ЦИК и Совнаркома СССР принято решение об учреждении прокуратуры СССР, на которую возлагались, в том числе, дополнительные функции:
- надзор за соответствием постановлений и распоряжений отдельных ведомств СССР и союзных республик и местных органов власти Конституции и постановлениям правительства Союза ССР;
- наблюдение за правильным и единообразным применением законов судебными учреждениями союзных республик с правом истребования любого дела в любой стадии производства, опротестования приговоров и решений судов в вышестоящие судебные инстанции и приостановления их исполнения;
- возбуждение уголовного преследования и поддержание обвинения во всех судебных инстанциях на территории СССР;
- надзор на основе особого положения за законностью и правильностью действий ОГПУ, милиции, уголовного розыска и исправительно-трудовых учреждений;
- общее руководство деятельностью прокуратуры союзных республик.

Положение о прокуратуре СССР, принятое ЦИК и СНК СССР 17 декабря 1933 года, определило правовой статус Прокуратуры СССР как самостоятельного государственного органа и упразднило прокуратуру при Верховном суде СССР. Прокурор СССР назначался ЦИК СССР и был подотчетен ему, президиуму ЦИК СССР и Совнаркому СССР. Нормативным актом образовывались военная и транспортная прокуратуры; закреплялись организационно-распорядительные полномочия Центрального аппарата прокуратуры СССР.
В течение 1920-х годов следственные отделы создавались при судах, наркоматах юстиции, военных трибуналах, а в 1928 году весь следственный аппарат в РСФСР был передан прокуратуре РСФСР. Позже, 5 ноября 1936 года постановлением СНК СССР «О структуре Прокуратуры Союза ССР» была утверждена новая структура советской прокуратуры. Согласно постановлению, следственные органы и их должностные лица были отделены от наркоматов юстиции союзных и автономных республик и перешли в подчинение прокурора СССР; в составе прокуратуры СССР был создан следственный отдел.
Конституция СССР 1936 года установила, что высший надзор за точным исполнением законов всеми государственными органами, их должностными лицами и гражданами СССР возлагается на прокурора СССР; аналогичную функцию на генерального прокурора СССР возложило Положение о прокурорском надзоре в СССР, принятое в мае 1955 года указом Президиума Верховного Совета СССР.
В соответствии с Указом Президиума Верховного Совета СССР от 22 июня 1941 года «О военном положении», работа органов прокуратуры, как военных, так и территориальных, была перестроена на военный лад в связи с началом Великой Отечественной войны. Кроме того, указом Президиума Верховного Совета СССР в сентябре 1943 года прокурорско-следственным работникам устанавливаются классные чины с выдачей форменного обмундирования. Одновременно вводится сравнительная градация классных чинов прокуроров и следователей, приравненных к воинским званиям.
Верховный Совет СССР в марте 1946 года принял Закон СССР «О присвоении Прокурору СССР наименования Генерального прокурора СССР». Первым главным прокурором страны, назначенным на должность генерального прокурора СССР, стал К. П. Горшенин.
В ноябре 1979 года, после принятия Конституции СССР 1977 года, был принят закон СССР о прокуратуре СССР, заменивший положение о прокурорском надзоре. Наряду с надзором за точным соблюдением законов новая конституция закрепила за прокуратурой полномочия по:
- борьбе с нарушениями законов об охране социалистической собственности;
- борьбе с преступностью и другими правонарушениями;
- расследованию преступлений в соответствии с уголовно-процессуальным законом;
- координации деятельности правоохранительных органов по борьбе с преступлениями и иными правонарушениями
- участию в совершенствовании законодательства.

Статья 9 Закона СССР о прокуратуре закрепило за генеральным прокурором СССР право законодательной инициативы и его ответственность и подотчетность перед Верховным Советом СССР, а в период между его сессиями — Президиуму Верховного Совета СССР.
После распада СССР, в январе 1992 года, был принят новый закон Российской Федерации «О прокуратуре Российской Федерации». В принятом в 1992 году законе был упразднен надзор за исполнением законов гражданами, установлен запрет на вмешательство прокуратуры в хозяйственную деятельность, закреплён надзор за соблюдением прав и свобод человека и гражданина.
В дальнейшем в Конституции Российской Федерации, принятой в 1993 году, в статье 129 был закреплён принцип единства и централизации системы органов прокуратуры. В соответствии с конституцией, прокуратура Российской Федерации является самостоятельным государственным органом, формально не входящим ни в одну из ветвей власти. Вместе с тем статья о прокуратуре находится в главе 7 Конституции России «О судебной системе», с 5 февраля 2014 года именующейся «Судебная власть и прокуратура».
С 2011 года прокуратура Российской Федерации не осуществляет предварительное расследование уголовных дел, ранее отнесённых к подследственности прокуратуры уголовно-процессуальным законодательством и законом «О прокуратуре Российской Федерации» в первоначальной редакции, и не имеет в своём штате следователей. Функции по осуществлению предварительного расследования указанных уголовных дел были переданы Следственному комитету Российской Федерации (в 2007—2011 гг. — Следственный комитет при прокуратуре Российской Федерации), являющимся самостоятельным федеральным государственным органом.

## Направления деятельности прокуратуры

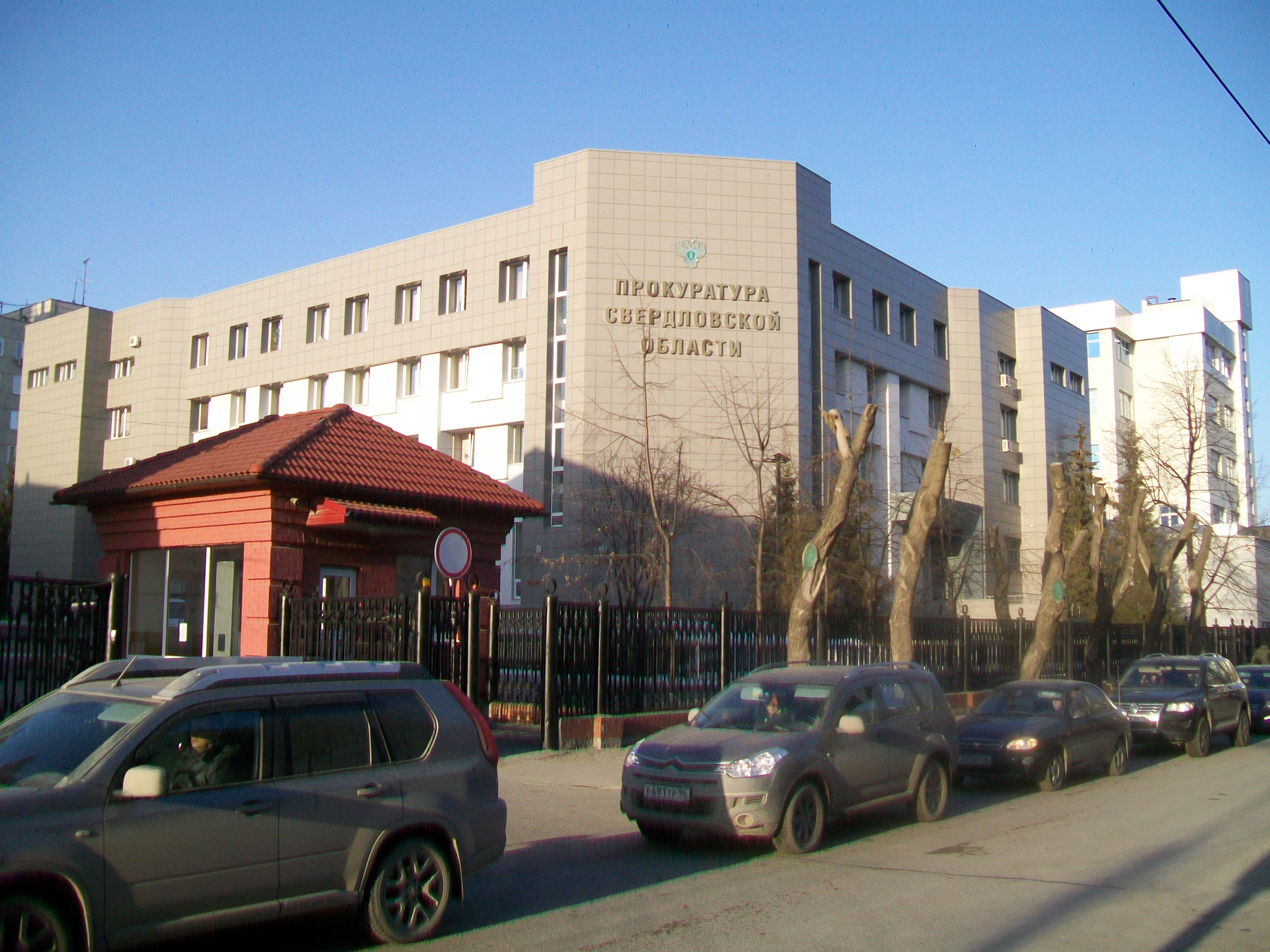
Здание прокуратуры Свердловской области, Екатеринбург, март 2017 года

В соответствии со статьёй 1 Федерального закона «О прокуратуре Российской Федерации», в целях обеспечения верховенства закона, единства и укрепления законности, а также охраняемых законом интересов общества и государства прокуратура Российской Федерации осуществляет надзор за исполнением законов:
- федеральными органами исполнительной власти, законодательными и исполнительными органами субъектов Российской Федерации, органами местного самоуправления, военного управления, контроля, их должностными лицами, субъектами осуществления общественного контроля за обеспечением прав человека в местах принудительного содержания и содействия лицам, находящимся в местах принудительного содержания, органами управления и руководителями коммерческих и некоммерческих организаций, а также за соответствием законам издаваемых ими правовых актов (общий надзор),
- органами, осуществляющими оперативно-розыскную деятельность, дознание и предварительное следствие,
- судебными приставами,
- администрациями органов и учреждений, исполняющих наказание и применяющих меры принудительного характера, назначенные судом, а также администрациями мест содержания задержанных и заключённых под стражу.

Другие направления деятельности прокуратуры:
- возбуждение дел об административных правонарушениях и проведение административного расследования в соответствии с полномочиями, установленными Кодексом Российской Федерации об административных правонарушениях и другими федеральными законами,
- координация деятельности правоохранительных органов по борьбе с преступностью,
- международное сотрудничество,
- выпуск специальных изданий.

Прокуроры также участвуют в рассмотрении дел судами, приносят представления на противоречащие закону судебные решения, принимают участие в правотворческой деятельности, участвуют в заседаниях органов государственной власти и органов местного самоуправления, рассматривают заявления, жалобы и иные обращения.

## Система и структура прокуратуры

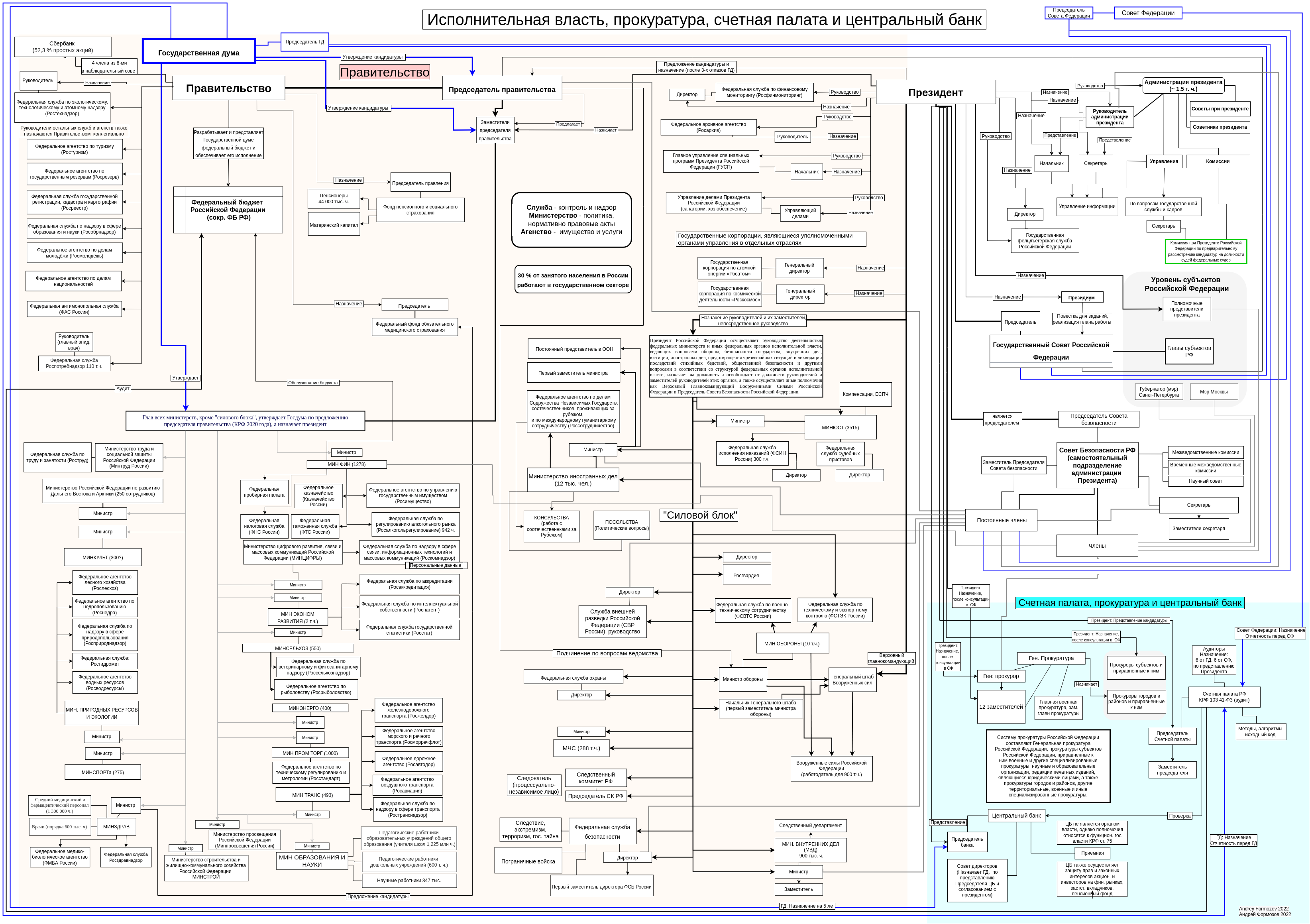
Прокуратура в системе органов исполнительной власти.

Прокуратура Российской Федерации — единая централизованная система органов и организаций, которая основывается на подчинении нижестоящих прокуроров вышестоящим и Генеральному прокурору Российской Федерации, в которую входят:
- Генеральная прокуратура Российской Федерации
- Научные и учебные организации прокуратуры (в частности Университет прокуратуры Российской Федерации)
- Прокуратуры субъектов Российской Федерации
- Прокуратуры городов, районов и другие территориальные прокуратуры
- Военная прокуратура
- Специализированные прокуратуры (транспортные, природоохранные, пенитенциарные, на особо режимных объектах, прокуратуры метрополитенов)
- Редакции печатных изданий прокуратуры

Образование, реорганизация и упразднение органов и учреждений прокуратуры, определение их статуса и компетенции осуществляется Генеральным прокурором Российской Федерации. Генеральный прокурор Российской Федерации возглавляет Генеральную прокуратуру Российской Федерации, назначается на должность и освобождается от должности Президентом Российской Федерации после консультаций с Советом Федерации.
Заместители Генерального прокурора Российской Федерации (в том числе первый заместитель, Главный военный прокурор Российской Федерации, заместители Генерального прокурора Российской Федерации в федеральных округах) назначаются и освобождаются назначаются на должность Президентом Российской Федерации после консультаций с Советом Федерации Федерального Собрания Российской Федерации.
В структуру Генеральной прокуратуры Российской Федерации входят главные управления (в том числе управления Генеральной прокуратуры России в федеральных округах), управления, отделы, а также Главная военная прокуратура на правах структурного подразделения. Прокуроры субъектов Российской Федерации и иные приравненные к ним прокуроры (например военные прокуроры) назначаются Президентом Российской Федерации по согласованию с Советом Федерации. Прокуроры городов и районов и приравненные к ним, назначается генеральным прокурором РФ, если иное не предусмотрено федеральным законом.
Федеральным законом «О прокуратуре Российской Федерации» предусмотрены следующие должности:
| В Генеральной прокуратуре Российской Федерации: - Генеральный прокурор - Первый заместитель генерального прокурора - Заместитель генерального прокурора - Помощник заместителя Генерального прокурора Российской Федерации (по особым поручениям) - Старший помощник генерального прокурора (начальники главных управлений, управлений, отделов на правах управлений, советники, старшие помощники и старшие помощники по особым поручениям) - Помощник генерального прокурора (заместители начальников главных управлений, управлений, отделов на правах управлений, начальники отделов в составе управлений, помощники и помощники по особым поручениям, помощники по особым поручениям первого заместителя Генерального прокурора и заместителей генерального прокурора) - Советник Генерального прокурора Российской Федерации - Старший прокурор и прокурор (в главных управлениях, управлениях и отделах) | В прокуратурах субъектов Российской Федерации и приравненных к ним прокуратурах: - Прокурор - Первый заместитель прокурора - Заместитель прокурора - Старший помощник прокурора (начальники управлений, отделов на правах управлений) - Помощник прокурора (заместители начальников управлений, начальники отделов в составе управлений, помощники прокурора, помощники и старшие помощники прокурора по особым поручениям) - Старший прокурор и прокурор (в управлениях и отделах) | В прокуратурах городов, районов и приравненных к ним прокуратурах: - Прокурор - Первый заместитель прокурора - Заместитель прокурора - Начальник отдела - Старший помощник прокурора - Помощник прокурора |

Старшие помощники и помощники прокурора условно объединены в так называемые «группы», «линии» надзора и подчиняются соответствующему заместителю прокурора. Начальник отдела в районной прокуратуре и приравненной к ней не является процессуальным лицом.

## Основные полномочия прокуроров
Прокурор при осуществлении возложенных на него функций вправе беспрепятственно входить на территории и в помещения поднадзорных органов, требовать предоставления необходимых документов и материалов, вызывать должностных лиц и граждан для объяснений.
Прокурор (или его заместитель):
- приносит протест на противоречащий закону (либо нарушающий права и свободы человека и гражданина) правовой акт; требование об устранении коррупциогенных факторов в нормативно-правовых актах;
- вносит представление должностному лицу с требованием устранить допущенные нарушения закона и привлечь виновное должностное лицо к дисциплинарной или материальной ответственности;
- обращается в суд с требованием о признании такого правового акта недействительным, выносит постановление о возбуждении производства об административном правонарушении;
- объявляет предостережение о недопустимости нарушения закона, рассматривает и проверяет обращения граждан.

Прокурор участвует в рассмотрении дел судами, при этом он вправе вступить в дело в любой стадии процесса. В ходе судопроизводства прокурор (или его заместитель) в пределах своей компетенции приносит в вышестоящий суд апелляционное, частное и надзорное представление (жалобу) на незаконное или необоснованное судебное решение (приговор, определение, постановление). Осуществляя уголовное преследование в суде, прокурор выступает в качестве государственного обвинителя. Прокуроры осуществляют и иные полномочия, возложенные на них Федеральным законом «О прокуратуре Российской Федерации», процессуальным и иным законодательством Российской Федерации.

## Форменная одежда, классные чины и воинские звания

### Форменная одежда
В соответствии со ст. 41.3 Федерального закона от 17.01.1992 N 2202-I «О прокуратуре Российской Федерации» прокурорские работники обеспечиваются форменным обмундированием. В случае участия прокурора в рассмотрении уголовных, гражданских, административных и арбитражных дел в суде, а также в других случаях официального представительства органов прокуратуры ношение форменного обмундирования или военной формы одежды обязательно.

### Классные чины
Классные чины прокурорских работников — это личные служебные разряды, присваиваемые работникам прокуратуры в соответствии со ст. 41 ФЗ «О прокуратуре Российской Федерации». Они присваиваются в соответствии с занимаемой должностью и стажем работы, свидетельствуя о служебном и профессиональном росте работника. В прокуратуре присваиваются следующие классные чины:
|                                    | Младший начальствующий состав | Младший начальствующий состав | Младший начальствующий состав | Младший начальствующий состав | Старший начальствующий состав | Старший начальствующий состав | Старший начальствующий состав |
| ---------------------------------- | ----------------------------- | ----------------------------- | ----------------------------- | ----------------------------- | ----------------------------- | ----------------------------- | ----------------------------- |
| Погоны к повседневной форме одежды |                               |                               |                               |                               |                               |                               |                               |
| Классный чин                       | Младший юрист                 | Юрист 3-го класса             | Юрист 2-го класса             | Юрист 1-го класса             | Младший советник юстиции      | Советник юстиции              | Старший советник юстиции      |

|                                    | Высший начальствующий состав                 | Высший начальствующий состав                 | Высший начальствующий состав                 | Высший начальствующий состав                    |
| ---------------------------------- | -------------------------------------------- | -------------------------------------------- | -------------------------------------------- | ----------------------------------------------- |
| Погоны к повседневной форме одежды |                                              |                                              |                                              |                                                 |
| Классный чин                       | Государственный советник юстиции 3-го класса | Государственный советник юстиции 2-го класса | Государственный советник юстиции 1-го класса | Действительный государственный советник юстиции |

Первоначальный классный чин присваивается работникам органов и учреждений прокуратуры, прошедшим аттестацию и имеющим высшее юридическое образование. Прокурорским работникам, имеющим высшее юридическое образование и впервые назначенным на должность, присваивается первоначальный классный чин юриста 3-го класса.
С 2014 года лица, не имеющие высшего образования, не могут быть приняты на должности прокурорских работников.
В соответствии с п. 5 ст. 41 Федерального закона «О прокуратуре Российской Федерации», в отдельных случаях в целях обеспечения надлежащей эффективности деятельности органов и учреждений прокуратуры к присвоению Генеральным прокурором Российской Федерации первоначального классного чина могут быть представлены находящиеся на службе работники, не являющиеся прокурорами, а также научные и педагогические работники.

### Воинские звания
Прокурорские работники, проходящие службу в органах военной прокуратуры, имеют статус военнослужащих. Таким работникам в соответствии с Федеральным законом «О воинской обязанности и военной службе» присваиваются воинские звания.

### Служебное оружие
На основании ст. 45 Федерального закона «О прокуратуре Российской Федерации» прокуроры имеют право на постоянное ношение и хранение боевого ручного стрелкового оружия (пистолеты, револьверы) и специальных средств, а также на применение их в порядке, установленном законодательством Российской Федерации.

## Награды
Приказами Генерального прокурора Российской Федерации от 10 января 2007 года № 1 «Об утверждении Положения о нагрудном знаке „Почётный работник прокуратуры Российской Федерации“», от 2 февраля 2007 г. № 107-к «Об утверждении Положения о нагрудном знаке „За безупречную службу“» и от 06 апреля 2007 года № 393 «О наградах прокуратуры Российской Федерации» были учреждены ведомственные награды прокуратуры Российской Федерации:
| Медаль | Название                                                             | Дата учреждения |
| ------ | -------------------------------------------------------------------- | --------------- |
|        | Знак отличия «За верность закону» трёх степеней — I, II, III степени | 6 апреля 2007   |
|        | Медаль «За взаимодействие»                                           | 6 апреля 2007   |
|        | Медаль «Ветеран прокуратуры»                                         | 6 апреля 2007   |
|        | Нагрудный знак «Почётный работник прокуратуры Российской Федерации»  | 10 января 2007  |
|        | Нагрудный знак «За безупречную службу»                               | 2 февраля 2007  |
|        | Медаль «290 лет прокуратуре России»                                  | 25 ноября 2011  |
|        | Медаль Руденко                                                       | 18 марта 2015   |

## Присяга прокурора
Посвящая себя служению Закону, торжественно клянусь:
— свято соблюдать Конституцию Российской Федерации, законы и международные обязательства Российской Федерации, не допуская малейшего от них отступления;
— непримиримо бороться с любыми нарушениями закона, кто бы их ни совершил, добиваться высокой эффективности прокурорского надзора;
— активно защищать интересы личности, общества и государства;
— чутко и внимательно относиться к предложениям, заявлениям и жалобам граждан, соблюдать объективность и справедливость при решении судеб людей;
— строго хранить государственную и иную охраняемую законом тайну;
— постоянно совершенствовать своё мастерство, дорожить своей профессиональной честью, быть образцом неподкупности, моральной чистоты, скромности, свято беречь и приумножать лучшие традиции прокуратуры.
Сознаю, что нарушение Присяги несовместимо с дальнейшим пребыванием в органах прокуратуры.Федеральный закон «О прокуратуре Российской Федерации», статья 40.4

## Руководство

### Генеральный прокурор
- Краснов Игорь Викторович — генеральный прокурор.

### Первые заместители
- Разинкин Анатолий Вячеславович — первый заместитель генерального прокурора.

### Заместители
- Винниченко Николай Александрович
- Городов Пётр Петрович
- Зайцев Сергей Петрович
- Захаров Алексей Юрьевич
- Лопатин Геннадий Борисович
- Петров Валерий Георгиевич
- Пономарёв Юрий Александрович
- Ткачёв Игорь Викторович
- Шишкин Николай Анатольевич

## Численность
Указом Президента Российской Федерации от 07.11.2022 № 802 установлена общая штатная численность органов прокуратуры Российской Федерации в количестве 54 198 единиц, в том числе органов военной прокуратуры в количестве 3583 единиц, из них военнослужащих в количестве 2418 человека, гражданского персонала — 1165 человек). В предыдущем указе президента РФ, устанавливавшем общую штатную численность прокуратуры, она составляла 45 865 человек (2011 год) .

## Критика
Компания Hewlett-Packard признала, что давала взятку неназываемым российским чиновникам при заключении контракта на поставки компьютеров по завышенным ценам для Генпрокуратуры в 2000—2003 годах. В расследовании, проводившемся Министерством юстиции США, фигурируют миллионы долларов и евро, выплачивавшихся через подставные офшорные компании, некоторые из которых были напрямую связаны с чиновниками. Средства отмывались через банковские счета в Швейцарии, Латвии и Австрии.
В 2008 году содокладчики ПАСЕ назвали российскую прокуратуру «репрессивным органом» и предлагали её ликвидировать.
В 2011 году ФСБ России раскрыла в Московской области сеть нелегальных казино, которые «крышевали» высокопоставленные сотрудники прокуратуры и областной полиции. СК России возбудил уголовное дело. Впоследствии так называемое «игорное дело» было фактически развалено из-за того, что Генпрокуратура с самого начала заступалась за его фигурантов.
Управления Генеральной прокуратуры России в федеральных округах неоднократно подвергались критике, так, по сообщениям граждан, в кабинетах этих структур сложно застать сотрудников, поэтому решения субъектов россияне предпочитают обжаловать сразу через Генеральную прокуратуру РФ.

## Образование
- Университет прокуратуры Российской Федерации (б. Академия Генеральной прокуратуры Российской Федерации) (г. Москва);
  - филиалы Университета в городах Санкт-Петербург, Иркутск, Казань, Симферополь, Владивосток, Луганск;
- Институт прокуратуры УрГЮУ;
- Институт прокуратуры МГЮА;
- Институт прокуратуры СГЮА.

## Научная деятельность
- НИИ Университета прокуратуры Российской Федерации (г. Москва)

## Нумизматика и филателия
В 2017 году выпущена марка Почты России, на которой изображено здание Генеральной прокуратуры Российской Федерации в Москве.
В 2021 году был выпущен почтовый блок, посвящённый 300-летию прокуратуры России.

В 2022 году Банк России в серии «Исторические события» выпустил серебряную монету номиналом 3 рубля, посвященную 300-летнему юбилею прокуратуры России.

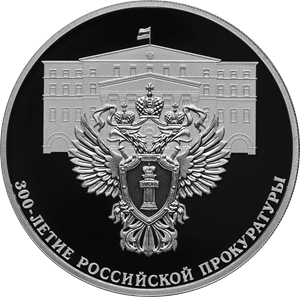
На переднем плане реверса монеты изображён герб, на фоне — здание Прокуратуры России в Москве
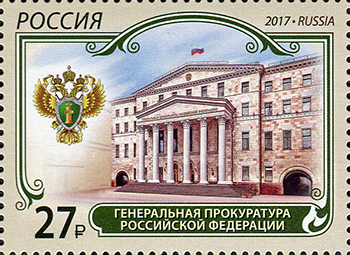
Марка Почты России, на которой изображено здание Прокуратуры России в Москве, 2017 год
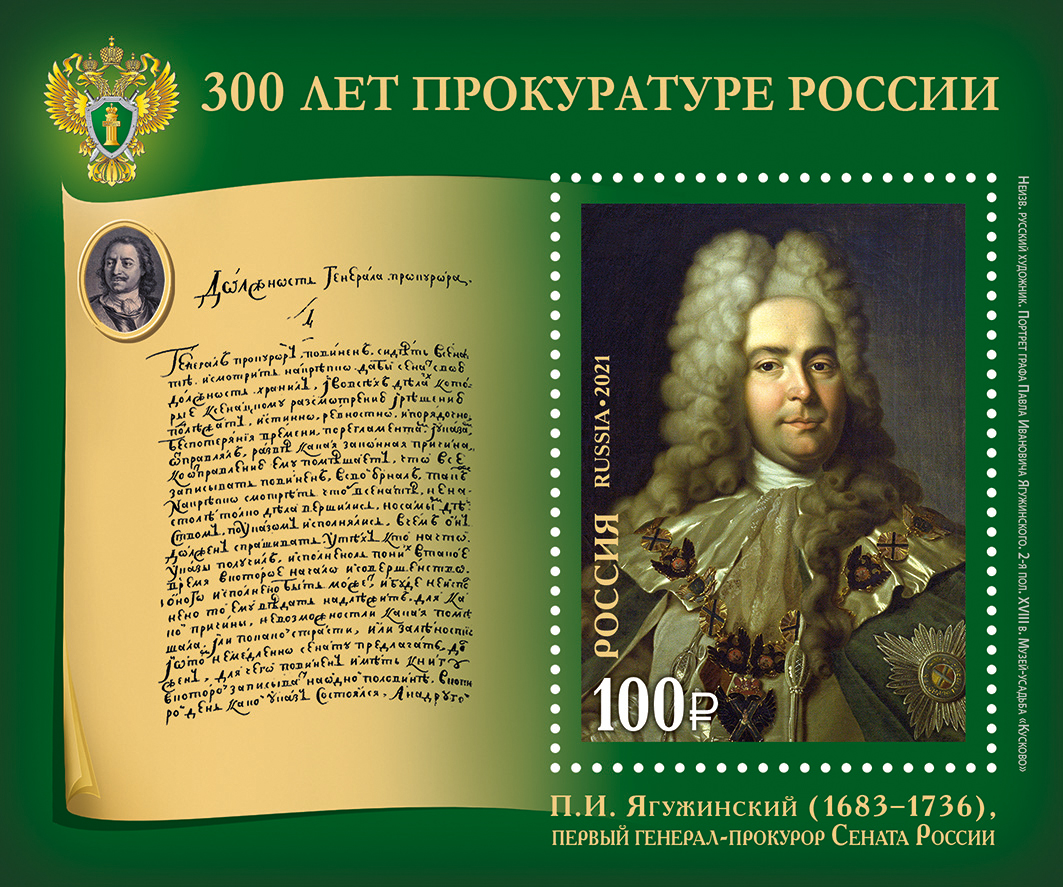
Почтовый блок: 300 лет прокуратуре России